# Dawson's Creek
Dawson's Creek is een Amerikaanse dramatelevisieserie, die werd uitgezonden tussen 20 januari 1998 en 14 mei 2003 door het Amerikaanse netwerk The WB. Er werden in totaal 128 afleveringen van 45 minuten gemaakt, verdeeld over zes seizoenen. De productieleiding lag bij Sony Pictures Television. Columbia TriStar Television heeft de serie onder meer gedistribueerd. De serie is zowel in de Verenigde Staten als internationaal een groot succes geworden. Alle 6 seizoenen zijn in Nederland inmiddels op dvd verschenen. Deze serie is op Netflix verschenen.

## Thema
De serie is gericht op tieners en is semi-autobiografisch. Het verhaal speelt zich af in een fictief dorp dat gebaseerd is op de geboorteplaats van Kevin Williamson (die onder andere ook horrorfilms als Scream schreef). De hoofdrol, Dawson Leery, heeft daarom ook dezelfde achtergrond en interesses meegekregen. Wilmington en Durham zijn gebruikt om het dorp Capeside een uiterlijk te geven. De nadruk van de serie ligt op vier vrienden die, bij aanvang, in de tweede klas van de middelbare school aan hun eerste schooldag beginnen. De afleveringen geven een beeld van alle tienerfilms en series in de late jaren 90, waarbij alle hoofdrolspelers tot sterren uitgroeiden. De serie werd in Amerika gezien als de langverwachte opvolger van het genre waar Beverly Hills, 90210 mee was gestart.

## Geschiedenis
Dawson's Creek deed voor aanvang al veel stof opwaaien: een groot aantal televisierecensenten en groeperingen namen aanstoot aan de verwachte levendige en choquerende plots en dialogen. Mede hierom nam de oorspronkelijke productiemaatschappij afstand van het project. Andere recensenten roemden de serie echter vanwege het realisme en de intelligente dialogen met onder andere verwijzingen naar The Dick Van Dyke Show en The Mary Tyler Moore Show, maar ook in Europa bekendere programma's als Felicity en bovengenoemde horrorfilms. Aan het eind van de serie was de filmploeg al voor meerdere prijzen genomineerd, waarvan er vier werden gewonnen. De serie staat bekend om zijn verbale communicatie en complexe dialogen tussen tieners die veel meer lijken te weten dan de gemiddelde middelbare scholier, maar dat wordt gecompenseerd door aandacht voor echte tienerperikelen als onzekerheid, onvolwassenheid en zelfreflectie.

## Verhaal
Gelegen in een klein kustdorpje nabij Boston genaamd Capeside, vertelt Dawson's Creek het verhaal van vier tieners die problemen ervaren bij het volwassen worden. Dit is vooral zo voor Dawson Leery (James Van Der Beek), een dromer, en Joey Potter (Katie Holmes). Zij waren beste vrienden in hun vroege jeugd maar nu zij de overgang naar de volwassenheid ervaren komen zij in een periode dat niets meer is zoals het was. In het vijfde seizoen gaan de hoofdrolspelers studeren en verhuist de setting van de serie grotendeels naar Boston.

## Hoofdrolspelers
De serie speelt zich af rond de volgende figuren:
Joey PotterZij woont bij haar zus in huis, haar vader zit in de gevangenis en haar moeder is gestorven aan kanker. Joey is al haar hele leven de beste vriendin van Dawson. Zij is stiekem verliefd op Dawson, maar durft dit niet tegen hem te zeggen. Later vertellen Joey en Dawson over hun gevoelens voor elkaar, waarna zij een relatie met hem krijgt. Hun relatie loopt echter niet zo best. Nadat het een tijdje uit is met Dawson krijgt Joey een relatie met Jack. Maar ook dat duurt niet lang, want iets later ontdekt Jack zijn ware geaardheid. Hij is homoseksueel. Opnieuw geeft Joey haar liefde met Dawson nog een kans. Ze hebben een intense relatie, maar niet veel later verloopt die echter stroef en besluiten ze enkel vrienden te blijven. Joey besluit om Pacey een kans te geven. De vriendschapsband tussen Joey en Dawson blijft echter bestaan. Pacey en Dawson willen dat Joey kiest tussen hen beiden. Joey heeft daar moeite mee. Uiteindelijk kiest ze toch voor Pacey
Dawson LeeryDawson woont samen met zijn ouders. Zijn grootste droom is regisseur te worden. Zijn idool is dan ook Steven Spielberg. Hij krijgt eerst een relatie met Jen, maar hij beseft dat ze van twee heel verschillende werelden zijn. Daarna ontdekt hij wat zijn allerbeste vriendin Joey, waar hij alles tegen kan vertellen, voor hem betekent. Wat hij echter niet weet is dat Joey stiekem erg verliefd is op hem. Na lange tijd ontdekt hij dat en blijken zijn gevoelens ook te veranderen voor haar: van sterke vriendschap naar intense liefde. Die relatie duurt niet erg lang, want Joey is niet meer zeker van zichzelf. Joey geeft Dawson na haar relatie met Jack nog een kans, omdat hun liefde zo echt is. Na de middelbare school gaat hij studeren in Californië, waarmee hij stopt als zijn vader overlijdt. In de laatste twee seizoenen gaat hij verder met het maken van films, waarbij hij o.a. meewerkt aan een horrorfilm waar hij de assistent van de regisseur is. Aan het einde van de serie is hij zelf producent van een televisieserie die gaat over zijn eigen levensverhaal.
Jennifer (Jen) LindleyHet buurmeisje van Dawson. Jennifer is door haar rijke ouders vanuit het wilde New York naar het dorpje Capeside gestuurd om bij haar oma te wonen en manieren te krijgen. Ze heeft er aanvankelijk moeite mee om aansluiting te krijgen met de vriendengroep, maar weet uiteindelijk toch een plek in hun midden te vinden. Ze krijgt een relatie met een van de vriendengroep: Dawson, maar dat duurt echter niet erg lang. Na het verlies van haar vriendin Abby; die dronken haar hoofd stoot, in het water valt en verdrinkt. Vooral met Jack ontstaat een hechte vriendschapsband. Later verhuist ze samen met haar oma en Jack naar Boston. In de laatste aflevering van het laatste seizoen wordt duidelijk dat ze niet lang meer te leven heeft. Jen is dan 5 jaar ouder en heeft een kind. Ze sterft ook in deze aflevering
Pacey WitterIs sinds zijn jeugd goed bevriend met Dawson en heeft in het eerste seizoen een affaire met een lerares. Hierna krijgt hij een tijdlang een relatie met Andie McPhee. Nadat hij zich met veel moeite door zijn middelbareschooltijd heen slaat, is hij de enige van de vriendenclub die niet gaat studeren. Hij wordt hulpkok in een restaurant en later werkt hij als beurshandelaar in een commercieel bedrijf. Ook krijgt hij in het seizoen een relatie met Joey.
Jack McPheeJack wordt in het tweede seizoen van de serie geïntroduceerd als de broer van Andie. Op het moment dat hij van zijn leraar Engels de opdracht krijgt om een persoonlijk gedicht voor de klas voor te dragen, raakt hij geëmotioneerd. Na veel speculaties in zijn omgeving kan hij zijn ware gevoelens over zijn geaardheid niet langer verbergen en komt ervoor uit homoseksueel te zijn. Hij raakt daarna zeer goed bevriend met Jen, en wordt verliefd op Ethan. Hij is de eerste jongen die Jack durft te kussen. Later heeft Jack nog relaties met Tobey en David.
Andie McPheeAndie heeft het enorm moeilijk bij het verlies van haar broer Tim. Ook haar moeder heeft door een verlies een eeuwige zenuwinzinking gekregen, waardoor zij het hele gezin overeind moet houden. Haar vader kijkt ook niet erg om naar het gezin. Hij moet altijd werken en is ver van huis. Ze heeft een serieuze lange relatie met Pacey, die haar overal doorheen sleurt en haar altijd steunt. Op den duur loopt het stroef tussen hen beiden.

## Rolverdeling
- James Van Der Beek als Dawson Leery
- Katie Holmes als Josephine 'Joey' Potter
- Michelle Williams als Jennifer 'Jen' Lindley
- Joshua Jackson als Pacey Witter
- Mary Beth Peil als Evelyn 'Grams' Ryan
- Nina Repeta als Bessie Potter
- Mary-Margaret Humes als Gail Leery
- Kerr Smith als Jack McPhee
- John Wesley Shipp als Mitch Leery (1998-2001)
- Meredith Monroe als Andrea 'Andie' McPhee (1998-2000)
- Busy Philipps als Audrey Liddell (2001-2003)

## Trivia
- Het project zou aanvankelijk bij de Amerikaanse broadcaster FOX worden uitgezonden, maar FOX weigerde het uit te zenden omdat zij er geen brood in zagen.
- De kus tussen Jack en Ethan was de eerste homoseksuele kus tussen twee mannen in een dramaserie op Amerikaanse prime time-tv.
- Het personage van Joey Potter (Katie Holmes) kwam als enige in alle 128 afleveringen voor.
- Dawson Creek is ook een stadje in Brits-Columbia, Canada.